# Cerro da Velha
El Islote Cerro da Velha (en portugués: ilhéu Cerro da Velha) es el nombre de una pequeña isla en el Océano Atlántico parte del archipiélago de las Berlengas en el país europeo de Portugal. Administrativamente depende del Municipio de Peniche, parte a su vez del Distrito de Leiría. Se localiza en la parte más oriental de la isla Berlenga grande y en la parte sureste del Archipiélago de las Berlengas, en las coordenadas geográficas 39°25′09″N 09°29′51″O / 39.41917, -9.49750, es rocosa y está deshabitada.